# Andrzej Zydek
Andrzej Zydek (ur. 20 maja 1926 w Krakowie, zm. 13 stycznia 2007) – polski zootechnik i polityk, poseł na Sejm PRL VI i VII kadencji.

## Życiorys
Uzyskał wykształcenie wyższe, z zawodu był inżynierem zootechnikiem. Od 1950 w województwie opolskim pracował kolejno jako inspektor (do 1952), kierownik Oddziału Produkcji Zwierzęcej Prezydium Wojewódzkiej Rady Narodowej (w latach 1952–1961) oraz dyrektor Okręgowej Stacji Hodowli Zwierząt w Opolu (od 1961).
W 1949 wstąpił do Stronnictwa Ludowego i wraz z nim do Zjednoczonego Stronnictwa Ludowego. Od 1962 pełnił obowiązki prezesa Powiatowego Komitetu ZSL w Niemodlinie. W 1972 i 1976 uzyskiwał mandat posła na Sejm PRL w okręgu Opole. Przez obie kadencje pełnił funkcję zastępcy przewodniczącego Komisji Nauki i Postępu Technicznego, ponadto zasiadał w Komisji Rolnictwa i Przemysłu Spożywczego. W latach 1983–1990 sprawował funkcję wicewojewody opolskiego.
Pochowany na cmentarzu komunalnym w Opolu.

## Odznaczenia
- Krzyż Kawalerski Orderu Odrodzenia Polski
- Złoty Krzyż Zasługi
- Medal 30-lecia Polski Ludowej
- Medal 10-lecia Polski Ludowej (1955)[3]
- Medal „Za Zasługi dla Pożarnictwa”
- Odznaka „Zasłużony Pracownik Rolnictwa”
- Odznaka „Zasłużony Opolszczyźnie”
- Odznaka 1000-lecia Państwa Polskiego